# گلوکونات روی
گلوکونات روی (به انگلیسی: Zinc gluconate) با فرمول شیمیایی C۱۲H۲۲O۱۴Zn یک ترکیب شیمیایی است. که جرم مولی آن ۳۷٫۹۰۳۴ g/mol می‌باشد. 